# Crocidura zarudnyi
Crocidura zarudnyi là một loài động vật có vú trong họ Chuột chù, bộ Soricomorpha. Loài này được Ognev mô tả năm 1928.

## Hình ảnh

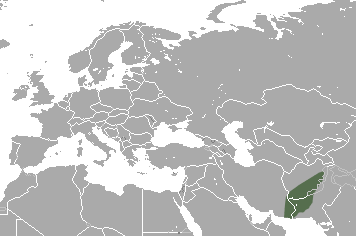